# Muhammad Abdel-Haleem
Muhammad A. S. Abdel Haleem, OBE, est un professeur d'études islamique à l'université de Londres, SOAS. Il est aussi l'éditeur du Journal of Qur'anic Studies.

## Publications
- 2006 : avec Robinson, Danielle (eds.), The Moral World of the Qur'an, London: IB Tauris.
- 2006 : Islam, Religion of the Environment in Cotran, E. and Lau, M. (eds.), Yearbook of Islamic and Middle Eastern Law, Netherlands: E.J. Brill, p. 403–410.
- 2006 : Arabic and Islam dans Brown, Keith (ed.), Encyclopedia of Language and Linguistics, Oxford: Elsevier, p. 34–37.
- 2006 : Qur'an and Hadith dans Winter, Tim (ed.), The Cambridge Companion to Classical Islamic Theology, UK: Cambridge University Press.
- 2005 : avec Badawi, Elsaid M., Dictionary of Qur'anic Usage, E. J. Brill.
- 2004 : The Qur'an: a New Translation, Oxford, UK: Oxford University Press (Oxford World's Classics Hardcovers Series).
- 2002 : The Prophet Muhammad as a Teacher: implications for Hadith literature dans Islamic Quarterly vol. XLVI (2), p. 121–137.
- 1999 : Understanding the Qur'an: themes and style, London: I B Tauris.
- 1999 : Human Rights in Islam and the United Nations Instruments dans Cotran, E. and Sherif, A. (eds.), Democracy the rule of law and Islam, London: Kluwer Law International, p. 435–453.
- 1995 : (comme traducteur) Chance or creation? God's design in the Universe (attributed to Jahiz, translated and introduced), Reading, Berkshire: Garnet.
- 1994 : Qu'ranic Orthography: the written presentation of the recited text of the Qur'an dans Islamic Quarterly, vol. 38 (3), p. 171–192.

## Distinctions
- Officier de l'Ordre de l'Empire britannique